# Lophoceros
Lophoceros (лат.) — род птиц из семейства птиц-носорогов (Bucerotidae). В состав рода включают 8 видов. Название рода происходит от др.-греч. λόφος, что означает «гребень», и др.-греч. κέρας — «рог».

## Таксономия
Ранее все виды, относящиеся к этому роду, относились к роду Tockus. Молекулярно-филогенетическое исследование, опубликованное в 2013 году, показало, что род Tockus является парафилетическим и может быть разделён на две основные группы. В связи с этим виды из одной из этих групп перевели в возрождённый род Lophoceros.

## Виды
В состав рода включают 8 видов:
| Изображение | Русское название          | Научное название      | Распространение |
| ----------- | ------------------------- | --------------------- | --- |
|             | Lophoceros alboterminatus | Венценосный ток       | Северо-Восточная Африка |
|             | Lophoceros bradfieldi     | Скальный ток          | север Ботсваны, юг Анголы и восток Зимбабве |
|             | Lophoceros fasciatus      | Пёстрый ток           | от Нигерии до севера Анголы и Уганды |
|             | Lophoceros semifasciatus  |                       | Сенегал и Гамбия до юга Нигерии |
|             | Lophoceros hemprichii     | Хемприхов ток         | Джибути, Эритрея, Эфиопия, Кения, Сомали, Южный Судан и Уганда |
|             | Lophoceros pallidirostris | Бледноклювый ток      | Ангола, Демократическая Республика Конго, Кения, Малави, Мозамбик, Танзания и Замбия |
|             | Lophoceros nasutus        | Африканский серый ток | Африка южнее Сахары и Аравийский полуостров |
|             | Lophoceros camurus        | Малый ток             | Ангола, Бенин, Камерун, Центральноафриканская Республика, Республика Конго, Демократическая Республика Конго, Кот-д'Ивуар, Экваториальная Гвинея, Габон, Гана, Гвинея, Либерия, Нигерия, Сьерра-Леоне, Южный Судан и Уганда |